# ألان كيلي (لاعب كرة قدم)
ألان كيلي (بالإنجليزية: Alan Kelley)‏ هو لاعب كرة قدم بريطاني، ولد في 24 ديسمبر 1952 في بوتل ‏ في المملكة المتحدة. لعب مع لوس أنجلوس لايزرز ونادي ساوثبورت ونادي غوادالاخارا ونادي كرو ألكساندرا.